# Lucija Stepančič
Lucija Stepančič (* 1969 in Ljubljana, SFRJ) ist eine slowenische Restauratorin, Autorin und Literaturkritikerin.

## Leben und Werk
Lucija Stepančič ist diplomierte Malerin und Restauratorin; sie arbeitet hauptberuflich im Restaurierungszentrum in Ljubljana. Als Autorin trat sie zunächst mit Literaturkritiken in verschiedenen slowenischen Periodika in Erscheinung. 2003 erhielt sie den Stritar-Preis als beste junge Literaturkritikerin. Ihr erster Kurzprosaband Mrtvaki in šlagerji („Tote und Schlager“) erschien 1997. 2008 folgte die Kurzgeschichtensammlung Prasec pa tak (Was für ein Schwein). In ihrer 2016 erschienenen Kurzgeschichtensammlung Tramvajkomanda, oddelek za pritožbe („Das Tramwaykommando, Beschwerdeabteilung“) steht das titelgebende „Tramwaykommando“ (eine fiktive Beschwerdestelle für unlösbare und hoffnungslose Probleme) als Metapher für die aktuelle gesellschaftliche Situation. Der Band war 2017 für den Novo mesto-Preis nominiert. Ihr Romandebüt V četrtek ob šestih („Am Donnerstag um sechs“) erschien 2012 und war für den Kresnik-Preis nominiert. In der Geschichte, die eine gescheiterte Liebesgeschichte im Zusammenhang mit einer HIV-Infektion behandelt, kann der Virus als Metapher für die ultimative Destruktivität des modernen Individuums und einer modernen Partnerschaft verstanden werden. 2020 erschien ihr zweiter Roman Naj me kdo zbudi („Möge mich jemand aufwecken“), in dem eine Studentin der Kunstgeschichte in Florenz einen Aristokraten kennenlernt, der sie in eine turbulente Liebesgeschichte verwickelt, die die Grenzen der Realität überschreitet und den Leser auf eine Zeitreise führt. Der Roman war 2021 für den Cankar-Preis nominiert. 2022 publizierte sie den Kurzgeschichtenband Adolf in Eva. Operete. („Adolf und Eva. Operetten“), in dem Adolf Hitler, Eva Braun, Herman Göring sowie Joseph und Magda Goebbels gemeinsam in einem gewöhnlichen Wohnblock in der Jetztzeit leben.
Lucija Stepančič ist zudem Autorin zahlreicher Bilderbücher, von denen sie einige gemeinsam mit ihrem Ehemann, dem Illustrator Damijan Stepančič, entwarf, so z. B. die Geschichte Počečkani ropar („Der bekritzelte Dieb“), die mit dem Zlata hruška-Preis („Goldene Birne“) in der Kategorie bestes belletristisches Kinderbuch ausgezeichnet wurde. Ihr Buch Kako so videli svet („Wie sie die Welt sahen“) erhielt dieselbe Auszeichnung in der Kategorie Bestes slowenisches Lernbuch. Das ebenfalls von ihrem Mann illustrierte Bilderbuch Anton! (2014) erzählt die wahre Geschichte von dessen Großvater, der im Ersten Weltkrieg mit 17 Jahren von Galizien an die Isonzofront verlegt wird, dort vom Tod seiner Mutter erfährt und von ihrer Stimme, die er im Geiste hört, in Richtung der Frontlinien getrieben wird. Dieses Werk erhielt den Zlata hruška-Preis für das beste belletristische Kinderbuch des Jahres 2014 und war unter anderem für den Desetnica-Preis für Kinder- und Jugendliteratur des Slowenischen Schriftstellerverbands nominiert.
2010 veröffentlichte Stepančič mit Ljubljanski imenik / Ljubljana's phonebook einen zweisprachigen lyrischen Stadtführer Ljubljanas, der formal an ein Telefonbuch angelehnt ist. Die Gedichte sind mit Illustrationen ihres Mannes versehen.

## Werke (Auswahl)

### Prosa

#### Kurzprosa
- 1997: Mrtvaki in šlagerji. Ljubljana: Aleph.

- 2008: Prasec pa tak. Ljubljana. Beletrina.
- 2016: Tramvajkomanda, oddelek za pritožbe. Ljubljana: Beletrina.
- 2022: Adolf in Eva. Operete. Novo mesto: Goga.

#### Romane
- 2011: V četrtek ob šestih. Ljubljana. Beletrina.
- 2020: Naj me kdo zbudi. Novo mesto. Goga.

### Poesie/Anderes
- 2010: Ljubljanski imenik / Ljubljana's phonebook. Ljubljana: Zveza društev slovenskih likovnih umetnikov, Revija Likovne besede / Union of the Slovene Fine Artists Association, Artwords Magazine.

### Kinderliteratur
- 2009: Počečkani ropar. Ljubljana: Vodnikova založba.
- 2010: Martinček in dinozavri. Ljubljana: Mladinska knjiga.
- 2014: Anton!. Dob pri Domžalah: Miš.
- 2014: Kaj nam povejo besede. Dob: Miš.
- 2016: Prehlajeni čarodej. Ljubljana: DZS.
- 2017: Arsenije!. Dob pri Domžalah: Miš.